# Sergio Rossi (politico 1952)
Sergio Rossi (Rovato, 27 aprile 1952) è un ex politico italiano.

## Biografia
Laureato in Economia e Commercio ed esperto di controllo di gestione, nel 1995 venne eletto sindaco del Comune di Almè. Successivamente è stato senatore dal 1996 al 2001 e poi deputato dal 2001 al 2006 per la Lega Nord, di cui fu tesoriere alla Camera dei deputati e revisore dei conti del movimento nazionale.
A causa della sua vicinanza politica all'allora assessore regionale alla sanità Alessandro Cè, nel luglio 2008 venne espulso dalla Lega Nord.